# Portage County, Wisconsin
Portage County är ett administrativt område i delstaten Wisconsin, USA, med 70 019 invånare. Den administrativa huvudorten (county seat) är Stevens Point. 

## Geografi
Enligt United States Census Bureau har countyt en total area på 2 131 km². 2 088 km² av den arean är land och 43 km² är vatten. 

### Angränsande countyn
- Marathon County - nord
- Shawano County - nordost
- Waupaca County - öst
- Waushara County - sydost
- Adams County - sydväst
- Wood County - väst